# Pseudomacrochenus oberthuri
Pseudomacrochenus oberthuri är en skalbaggsart som beskrevs av Stefan von Breuning 1955. Pseudomacrochenus oberthuri ingår i släktet Pseudomacrochenus och familjen långhorningar. Inga underarter finns listade i Catalogue of Life.